# Орден Андрея Глинки
Орден Андрея Глинки (словац. Rad Andreja Hlinku) — орден Словакии.
Вторая по старшинству государственная награда Словакии, после ордена Двойного белого креста (однако первая в последовательности, предназначенная исключительно для граждан Словацкой Республики).
Носит имя Андрея Глинки (1864—1938), словацкого католического священника, деятеля национального возрождения и политика, которого в Словакии называют «отцом нации».
Орден учреждён Законом от 2 февраля 1994 года № 37/1994 и первоначально должен был вручаться до 2003 года включительно. На основании Закона от 6 ноября 2008 года № 552/2008 орден Андрея Глинки восстановлен в нынешней системе государственных наград республики.
Орден вручается Президентом Словацкой Республики по предложению Правительства Словакии. Награды вручаются по случаю юбилеев Словацкой Республики.

## Основания награждения
Орденом награждаются граждане Словакии за выдающиеся заслуги в создании Словацкой Республики.
Каждый Президент Словацкой Республики является кавалером ордена Андрея Глинки первого класса.

## Классы ордена
Орден имеет три класса. Высший — 1 класс.
| I класса | II класса | III класса |

Первым в списке награждённых в 1997 году был Андрей Глинка (посмертно).